# Museo de Historia de Tenerife
El museo de Historia y Antropología de Tenerife (MHAT) pertenece al Organismo Autónomo de Museos y Centros del Cabildo de Tenerife. Fue inaugurado en diciembre de 1993 en el inmueble conocido como Casa Lercaro, en la calle San Agustín de San Cristóbal de La Laguna (Canarias, España). Las otras dos sedes del MHAT (museo de Historia y Antropología de Tenerife) están ubicadas en la Casa de Carta y el Castillo de San Cristóbal.
El museo nace con la vocación de divulgar la historia de la Isla de Tenerife, ofreciendo una visión general del desarrollo institucional, socioeconómico y cultural de la isla, desde el siglo XV al siglo XX. El museo realiza tareas de investigación, rescate, conservación, difusión y exhibición de las piezas del tesoro patrimonial, documental y bibliográfico. 
El museo pretende ofrecer una visión amplia de la Historia y la Antropología de Tenerife, siendo consciente de la existencia de distintas interpretaciones sobre el pasado. Su intención es alejarse de los conceptos esencialistas de la cultura, fomentando el diálogo social e intercultural y mostrando el carácter complejo y dinámico de las manifestaciones sociales y culturales del pasado y del presente. En las tres sedes del museo de Historia y Antropología de Tenerife se organizan exposiciones y actividades que complementan a la colección permanente y que tienen el fin de que los visitantes no vean el pasado como algo discontinuo, sino como el antecedente lógico de la sociedad tinerfeña. 
La vocación del museo es la de ser un lugar para la memoria histórica y para la reflexión de la cultura contemporánea.  
La construcción de la Casa Lercaro se inició a finales del siglo XVI por orden de los Lercaro, una familia de comerciantes genoveses llegados a la isla tras la conquista. 

## Leyenda
Una leyenda dice que Catalina Lercaro (hija del señor de la mansión), fue obligada a casarse con un hombre mayor que ella, que gozaba de una buena posición y gran riqueza, este matrimonio de conveniencia no fue del agrado de esta que el mismo día de su boda decidió quitarse la vida arrojándose al pozo que se encuentra en el patio del museo, su casa. Desde entonces mucha gente asegura haber visto el espectro de Catalina Lercaro paseando por los pasillos del museo. En La Orotava se encuentra otra mansión que también recibe el nombre de "Casa Lercaro", por ser el lugar donde se mudó la familia Lercaro tras el suicidio de Catalina.
La "Casa Lercaro o Museo de Historia de Tenerife", es la "mansión encantada" más célebre del Archipiélago Canario.

## Exposición permanente
El museo presenta un recorrido por la historia de la isla de Tenerife, en el que se hace énfasis en los principales hitos sociales y económicos de los últimos siglos.